# 圣雅各教堂 (汉堡)

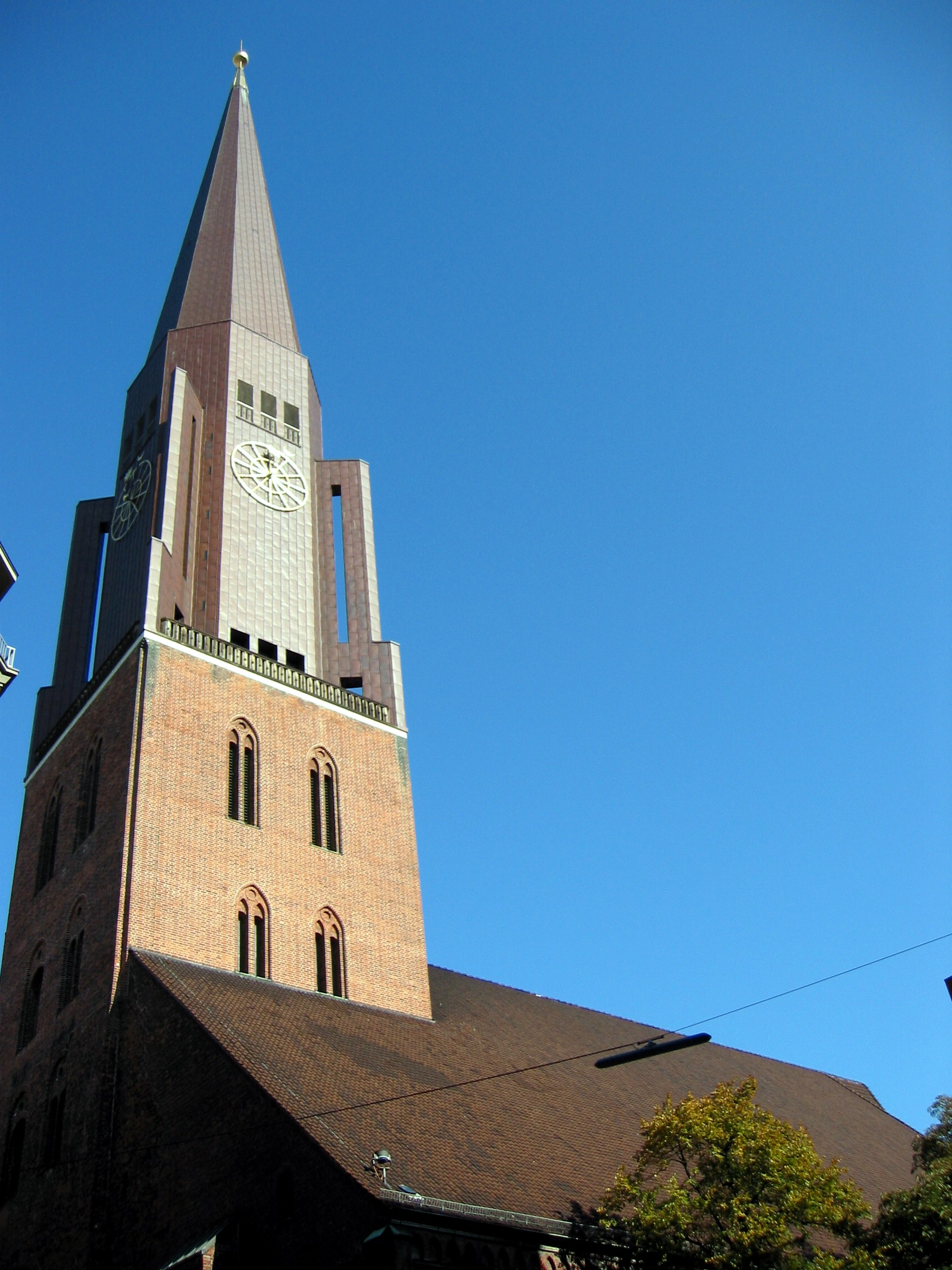
汉堡圣雅各教堂

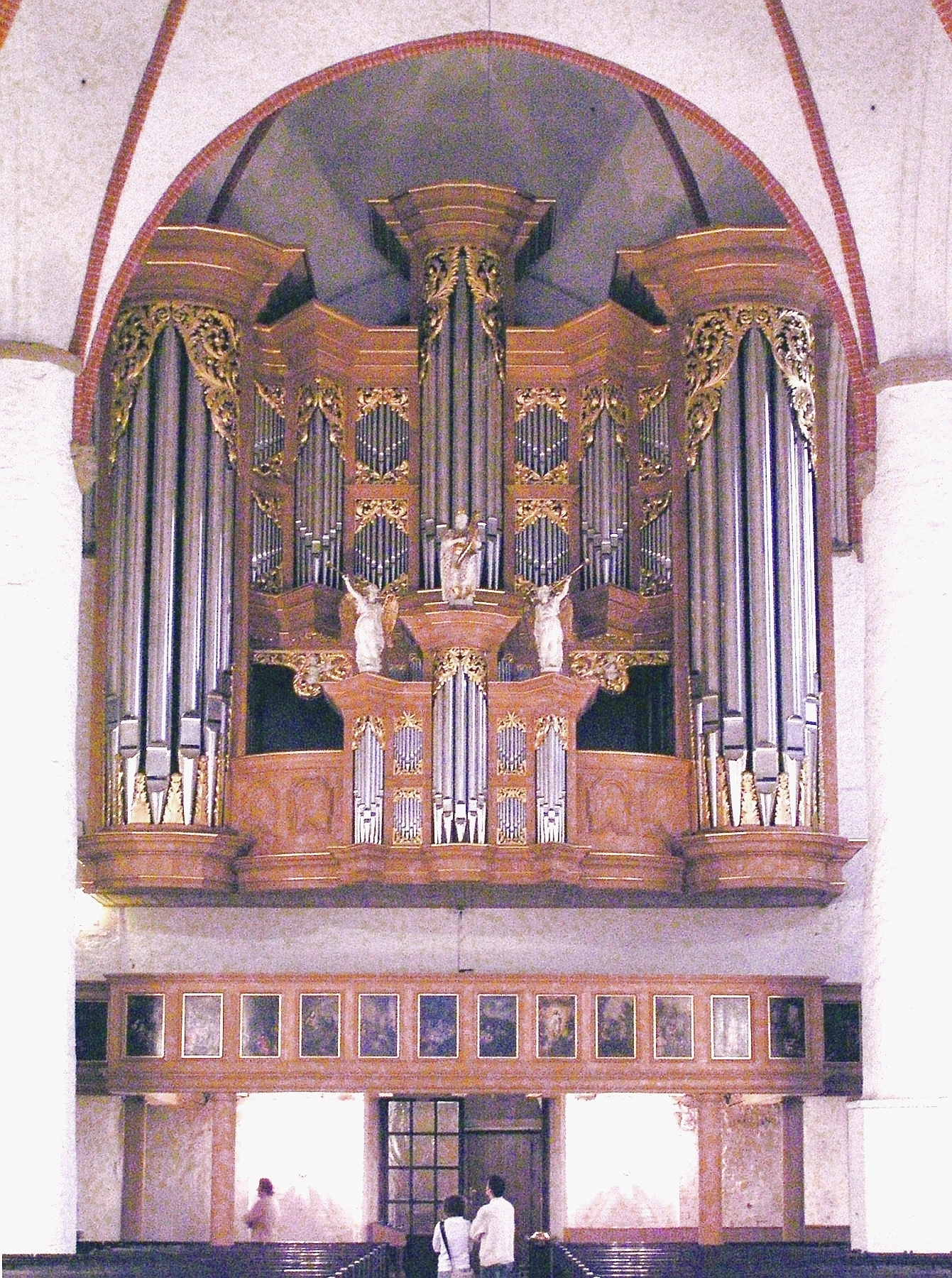
施内特格风琴

汉堡圣雅各教堂（德語：Hauptkirche Sankt Jacobi）是德国汉堡的5座主要新教教堂之一，位于市中心，拥有125米高的钟楼和著名的1693年的管风琴。
圣雅各教堂首次见于记载是1255年，当时它还是城墙外的小礼拜堂。1260年并入市内，现在位于汉堡市中心，隐藏在主要购物街蒙克贝格街的后面。
二战中遭严重损毁，1963年按中世纪原貌复原，但设计了一个现代尖顶。